# ジャック・ペルチエ・デュ・マン
ジャック・ペルチエ・デュ・マン（Jacques Peletier du Mans, 1517年7月25日 - 1582年）は、フランスの数学者、詩人。名前は「ル・マンのジャック・ペルチエ」の意味であり、本名はジャック・ペルチエである。

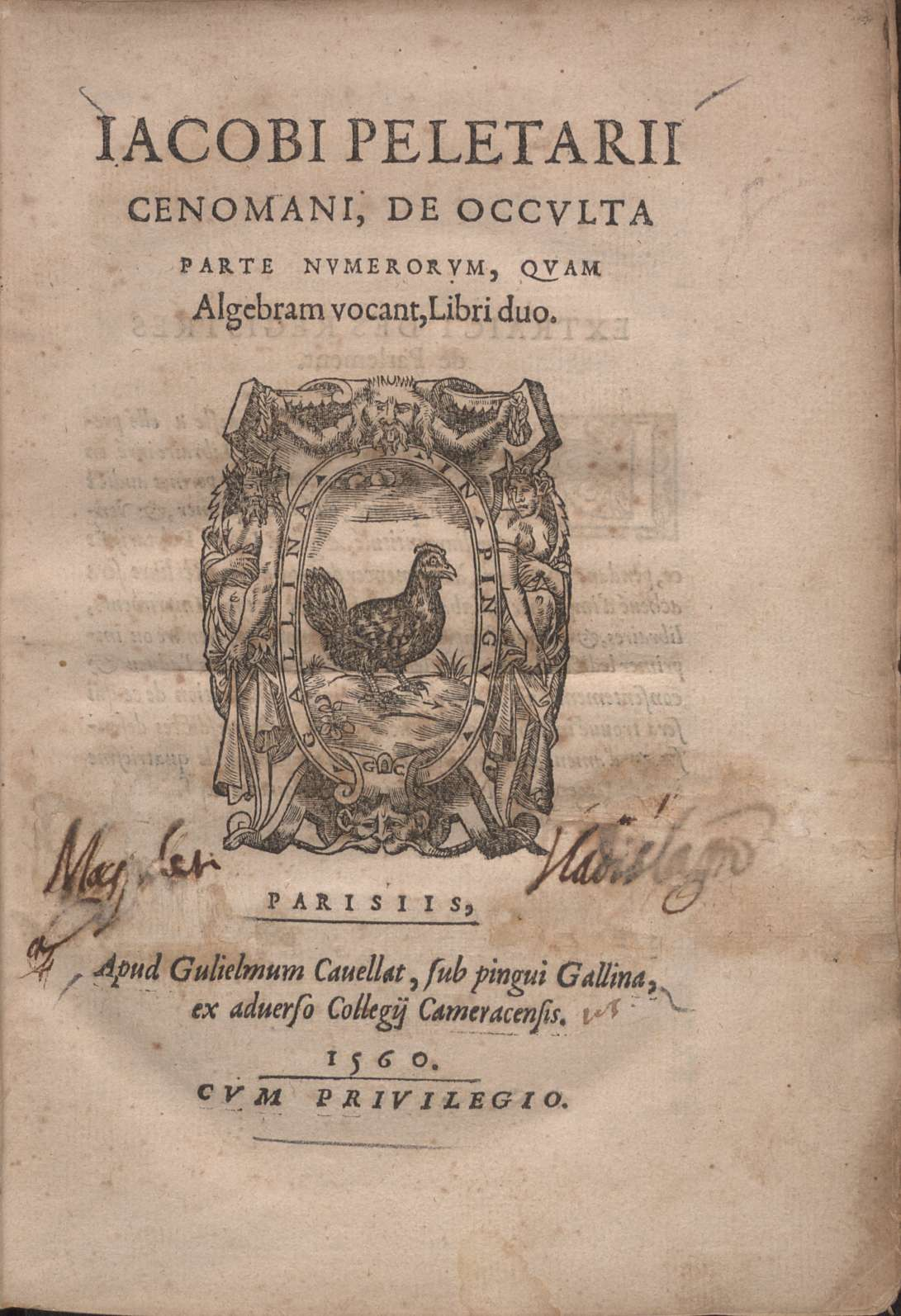
De occulta parte numerorum, quam algebram vocant, 1560

彼は、兄ジャンが数学と哲学の教授だったコレージュ・ド・ナヴァルで学び、次いで法学と医学も学んだ。マルグリット・ド・ナヴァルの文学サークルに属し、1541年から1543年にかけてルネ・デュ・ベレーの秘書を務めた。彼は数多くの自然科学や数学の著書をものしている。
ペルチエは、ニコラ・シュケ本来の仕組みを維持しつつ、6桁単位から現代西洋式の3桁単位に数の分け方が変わる時に、中間の位の名前を提案した。彼は既に存在していた"-illion"のつく名前との対比で、"-illard"のつく名前を考案した。このルールは英語圏では用いられていないものの、ブラジル、ギリシャ、トルコ、ロシア、プエルトリコといった多くの国などで用いられている。
| シュケ＝ペルチエ・システム |                         |                 |             |         |        |
| 10進法                     | millionを基準とした表記 | シュケ          | ペルチエ    | 16進法  | 接頭辞 |
| 10 0                       | Million 0               | unité           | unité       | 16 0    | unité  |
| 10 3                       | Million 0,5             | mille           | mille       | 16 2,5  | kilo   |
| 10 6                       | Million 1               | Million         | Million     | 16 5    | Mega   |
| 10 9                       | Million 1,5             | mille millions  | Milliard    | 16 7,5  | Giga   |
| 10 12                      | Million 2               | Billion         | Billion     | 16 10   | Tera   |
| 10 15                      | Million 2,5             | mille billions  | Billiard    | 16 12,5 | Peta   |
| 10 18                      | Million 3               | Trillion        | Trillion    | 16 15   | Exa    |
| 10 21                      | Million 3,5             | mille trillions | Trilliard   | 16 17,5 | Zetta  |
| 10 24                      | Million 4               | Quadrillion     | Quadrillion | 16 20   | Yotta  |

詩人としては、まず何よりも、彼はホラティウスの『詩法』をフランス語訳した最初の人物であった。
彼は1547年にヘンリー8世の弔辞を詠み、処女作『ジャック・ペルチエ・デュ・マンの詩篇集』を上梓した。この作品には、ホメロスの『オデュッセイア』の最初の2篇、ウェルギリウスの『ゲオルギカ』の第一の書、ペトラルカの12篇のソネット、ホラティウスの3篇のオード、マルティアリス式の風刺詩を含んでいる。同時にピエール・ド・ロンサールとジョアシャン・デュ・ベレーの公刊されたものとしては最初期の詩篇をも含んでいる。彼は続いてテオドール・ド・ベーズ、ジャン・マルタン、ドニ・ソヴァージュといった人文主義者のグループでの活動を開始した。
彼は『フランス語の正書法と発音の対話』（1550年）において、ルネサンス期のフランス語正書法の改革、および語源となるラテン語に基づいてフランス語の語彙を正すことを試みた。彼はその中で、自身の公刊された著書の中では使い続けた、印刷記号を新たに用いた音声学的正書法を喧伝した（たとえば、無音のeに「ɇ」を、開音のeに「ȩ」の表記を考案。ただの「e」は閉音または中間母音のeを表す）。彼の姓が常に"Peletier"と"l"1文字で綴られるのはこのためである（現代フランス語では、"Peletier"は普通プルチエと発音する。ゆえに現代では"Pelletier"と綴り直されることもある）。ボルドー、ポワチエなどいくつかの地域を遍歴し、ピエモンテではブリサック元帥の息子の家庭教師を務めたと推測されている。その後リヨンでは、モーリス・セーヴ、ルイーズ・ラベ、オリヴィエ・ド・マニ、ポンチュス・ド・チヤールといった詩人や人文主義者と親交を持った。そして、1555年にはジャン・ド・トゥルヌを版元として、『フランス詩法』を出版した。なお、このトゥルヌの工房はラベの御用達であり、ペルチエはこの工房の幾ばくかの責任を負う立場にもあった。彼のその作詩教本では、詩が彼に真の「愉しみ」をもたらしてくれるものであること、そして詩は「非常に穏やかなる狂気の行使」だということを強調している。ザカリー・ゴダールへの献辞の中では、「愛は可能の対象 L’Amour est un sujet capable. 」とも述べている。彼はこの作品の中で、同時代の様々な詩のジャンルや詩人が持つべき態度を定義付けようとした。彼は特に宇宙誌や占星術、その他純粋かつ真剣な傾聴に値する事柄を含む自然科学の物事を詩に適用することが出来るという強い見通しを持っていた。
続いて、アンリ2世とカール5世の和平を祈るラテン語の荘厳な論説や、新たな詩集を公刊した。その詩集は、一連のソネットのほか、流星・惑星や「愛の中の愛」と名付けられた天空を叙述した百科事典的な詩が収められていた。これはギヨーム・ド・バルタスやジャン＝アントワーヌ・ド・バイフらに影響を及ぼした可能性が高い。
晩年にはフランスの諸地方同様、サヴォイア、ドイツ、スイス、そしておそらくはイタリアなどを旅行した。他方、代数学、幾何学などの数学関連書、およびペストに関してガレノスに反駁する医学書などの多くの著作の執筆も行った。
1572年、彼はボルドーのアキテーヌ大学の学長を務めたが、間もなく彼を憂鬱にするその職を自ら辞した。この時期、ミシェル・ド・モンテーニュやピエール・ド・ブラシュと親交があった。1579年にパリに戻り、コレージュ・デュ・マンの学長を務めた。1581年には最後の詩集『頌歌集』を出版した。

## 著書
以下はガリカデジタル図書館（フランス国立図書館）で見ることができるものである。
自然科学関連
- Arithmeticae praticae methodus facilis per Gemmam Frisium, medicum ac mathematicii
- De l’usage de géométrie
- De Occulta parte numerorum : quam algebram vocant
- L’algèbre

文学関連
- Dialogue de l’ortografe e prononciation françoese
- Discours non plus mélancoliques que divers
- Euvres poétiques de Jacques Peletier du Mans
- L’amour des amours
- L’art poëtique
- L’art poétique d’Horace traduit en vers françois
- La Savoye